# Culicivora caudacuta
El tachurí coludo (en Argentina, Paraguay y Uruguay) (Culicivora caudacuta), es una especie de ave paseriforme de la familia Tyrannidae nativa del centro oriental de América del Sur. Es la única especie del género monotípico Culicivora.

## Nombres comunes
Se le denomina también cola de agujas, piojito coludo, tachurí canela coludo o tachurí cola punteada.

## Distribución y hábitat
Se distribuye localmente en el este de Bolivia (Beni, La Paz, Santa Cruz), centro y sur de Brasil (Mato Grosso, Mato Grosso do Sul, Goiás, y sur de Bahía, Minas Gerais, hacia el sur hasta São Paulo y oeste de Paraná), este de Paraguay, noreste de Argentina (este de Formosa, este del Chaco, sur de Misiones al sur hasta Santa Fe, Entre Ríos y Corrientes) y Uruguay.  Registros también en Santa Catarina y Rio Grande do Sul en el sur de Brasil, Tocantins y en un enclave amazónico de cerrado en el estado de Amazonas, Brasil.
Sus hábitats naturales son las sabanas y cerrados menos perturbados y los pajonales de las zonas pantanosas, hasta los 1100 m de altitud. Sin embargo, durante el período reproductivo de octubre a marzo, aparentemente están confinados a pastizales secos.

## Descripción
El tachurí coludo es un tiránido diferente, mucho más parecido a algunos pijuís (Synallaxis) que cualquier otro de su familia.  Mide aproximadamente 12 cm de longitud y pesa entre 5,8 a 7,2 g. La corona es negruzca estriada de blanco, con una larga y visible lista superciliar blanca y líneas oculares oscuras. El plumaje de las partes superiores es pardo amarillento estriado de negro, la rabadilla es canela. La cola, muy larga y estrecha, es de color pardo, con la punta de las plumas deshilachadas. Las alas son pardas con las remeras internas ribeteadas de color crema. Por abajo es blancuzco con flancos y vientre canela. Pico y patas son negros. El iris es pardo.

## Comportamiento
Anda solitario o en pareja, en invierno puede formar grupos. Vuela bajo, de un macizo de pajonales altos a otro. Es bastante manso.

### Alimentación
Se alimenta de insectos, semillas e hierbas.

### Reproducción
Nidifica entre octubre y marzo. Construye un nido en formato de semiesfera de fibras vegetales y materiales algodonosos, liados con telas de arañas. Deposita tres huevos, raramente cuatro, de color crema, que miden, en promedio, 15 x 11 mm.  Demora en construir el nido de 10 a 15 días. La postura puede ser en días alternos o sucesivos. El período de incubación es de 15 o 16 días. Los pichones permanecen en el nido entre 9 y 14 días.

### Vocalización
No es muy vocal. El llamado es una débil nota «jruii?» repetida hasta una docena de veces.

## Estado de conservación
Esta especie ha sido calificada como vulnerable por la Unión Internacional para la Conservación de la Naturaleza (IUCN) debido a la sospecha de un rápido declinio de su población total, estimada en 15 000 a 30 000 individuos, como resultado de la destrucción y conversión de su hábitat de cerrado.

### Amenazas
Los hábitats de cerrado han sido severamente impactados por la conversión para plantaciones de soja, de otros cultivos de exportación y de Eucalyptus, con el mayor impacto en la región sur del bioma. Los pastizales en el sur de Paraguay y norte de Argentina son amenazados adicionalmente por la creación extensiva de ganado. Observaciones hechas en el departamento de Canindeyú, Paraguay (hacia los bordes de su zona), demostraron una aparente preferencia por hábitats de cerrado antiguos que no hayan experimentado quemadas primaverales y donde los pastizales de la especie Loudetia crecen hasta 2 m de altura durante los meses de verano. Esta vegetación alta no ocurre bajo un régimen de quemada anual (o más frecuente), como ocurre en muchas localidades de cerrado. Esta falta de disponibilidad de su hábitat preferido junto a la ocurrencia frecuente de quemadas representan una posible amenaza.

### Acciones de conservación
Está protegida por las leyes paraguayas; Guyra Paraguay y la Entidad binacional Yacyretá desarrollan estudios relacionados con pastizales amenazados en la Reserva Isla Yacyretá. Ha sido registrado en áreas protegidas de Brasil, como los parques nacionales de Serra da Canastra, Chapada dos Veadeiros, Emas,  Brasilia y Estación ecológica de Itirapina, São Paulo.

## Sistemática

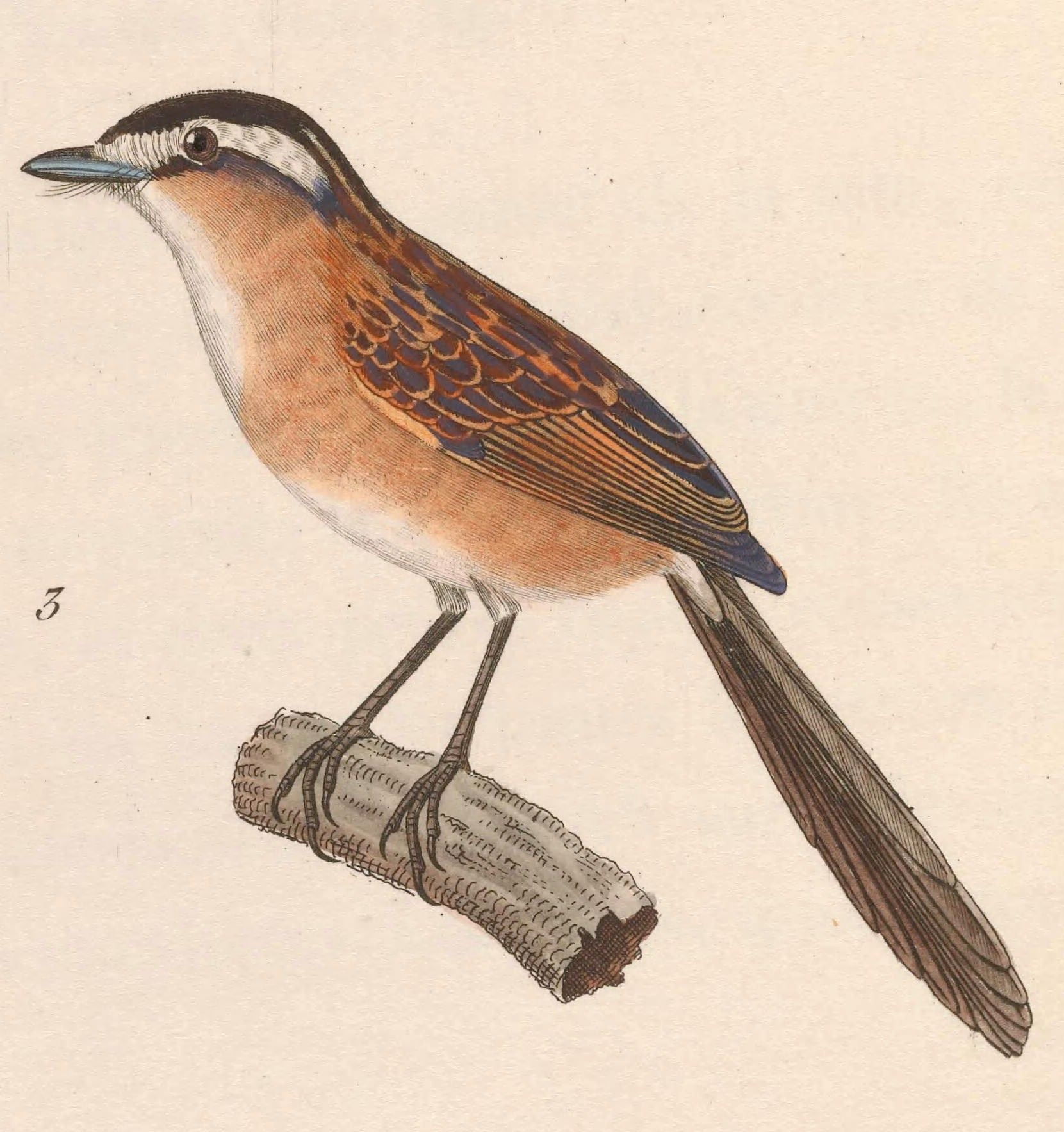
Muscicapa stenura, sinónimo de Culicivora caudacuta, ilustración de Huet le Jeune y Prêtre, en Nouveau recueil de planches coloriées d'oiseaux, 1838.

### Descripción original
La especie C. caudacuta fue descrita por primera vez por el naturalista francés Louis Pierre Vieillot en 1818 bajo el nombre científico Muscicapa caudacuta; localidad tipo «Paraguay».
El género Culicivora fue descrito por el zoólogo e ilustrador británico William Swainson en 1827.

### Etimología
El nombre genérico femenino «Culicivora» se compone de las palabras del latín «culex, culicis» que significa ‘mosquita pequeña’, y «vorare» que significa ‘devorar’; y el nombre de la especie «caudacuta», se compone de las palabras del latín «cauda» que significa ‘cola’  y «acutus» que significa ‘de punta aguda’, ‘puntudo’.

### Taxonomía
Las afinidades son inciertas y el género ha sido tratado a menudo como incertae sedis debido a su plumaje peculiar y plumas de la cola con solamente diez rectrices, y su tarso no-exaspídeo. Es monotípica.
Los amplios estudios genético-moleculares realizados por Tello et al. (2009) descubrieron una cantidad de relaciones novedosas dentro de la familia Tyrannidae que todavía no están reflejadas en la mayoría de las clasificaciones. Siguiendo estos estudios, Ohlson et al. (2013) propusieron dividir Tyrannidae en cinco familias. Según el ordenamiento propuesto, Culicivora permanece en Tyrannidae, en una subfamilia Elaeniinae Cabanis & Heine, 1859-60, en una tribu Elaeniini Cabanis & Heine, 1859-60, junto a Elaenia, Tyrannulus, Myiopagis, Suiriri, Capsiempis, parte de Phyllomyias, Phaeomyias, Nesotriccus, Pseudelaenia, Mecocerculus leucophrys, Anairetes, Polystictus, Serpophaga y Pseudocolopteryx.